# Racer
Racer, engelska "tävlare", kallas specialfordon avsedda för högre hastigheter än normalt. Kan avse fordon av skilda slag: cykel, båt, bil eller motorcykel, eller till exempel häst.